# Almorratxa

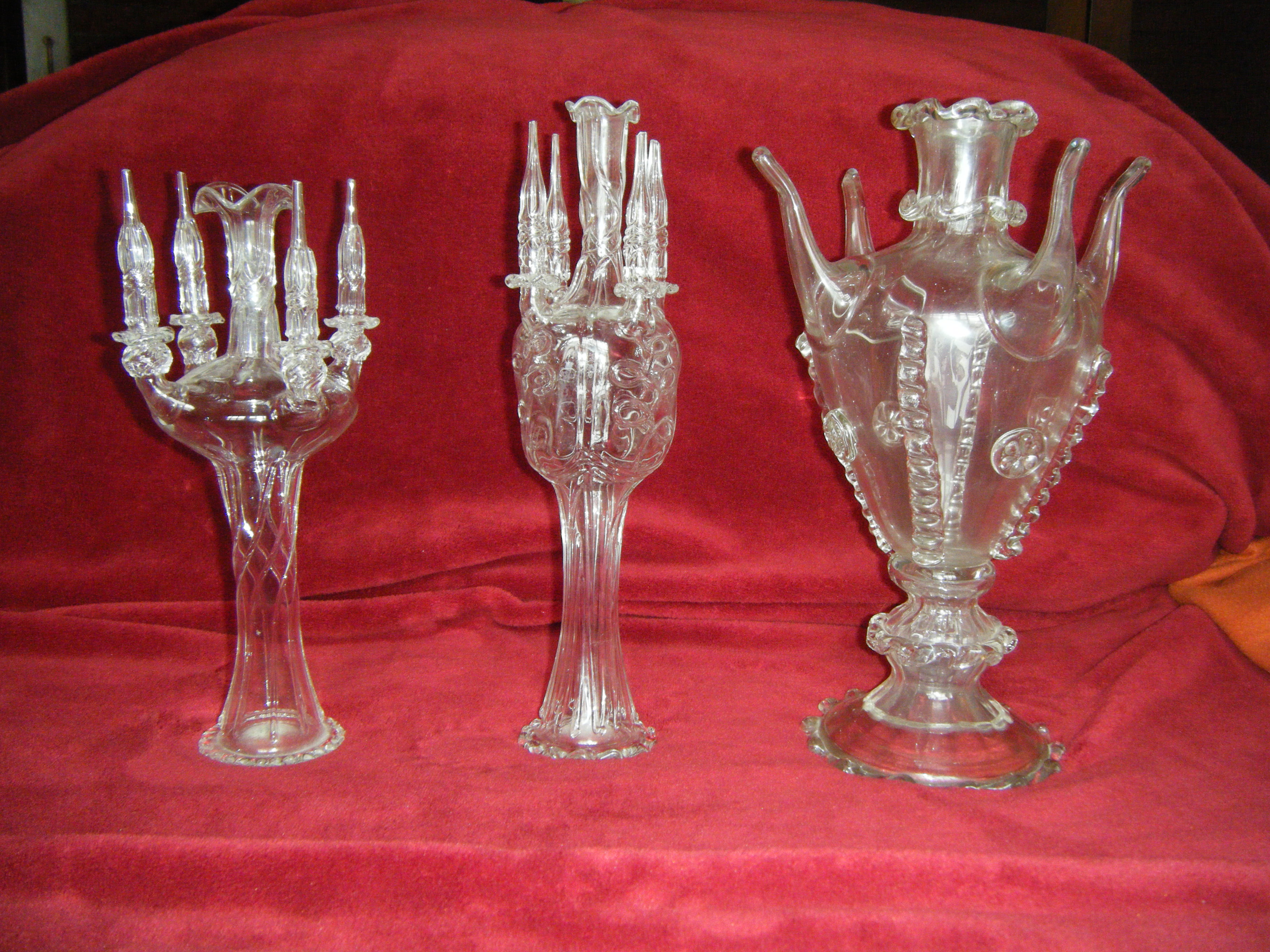
Conjunt de tres almorratxes catalanes.

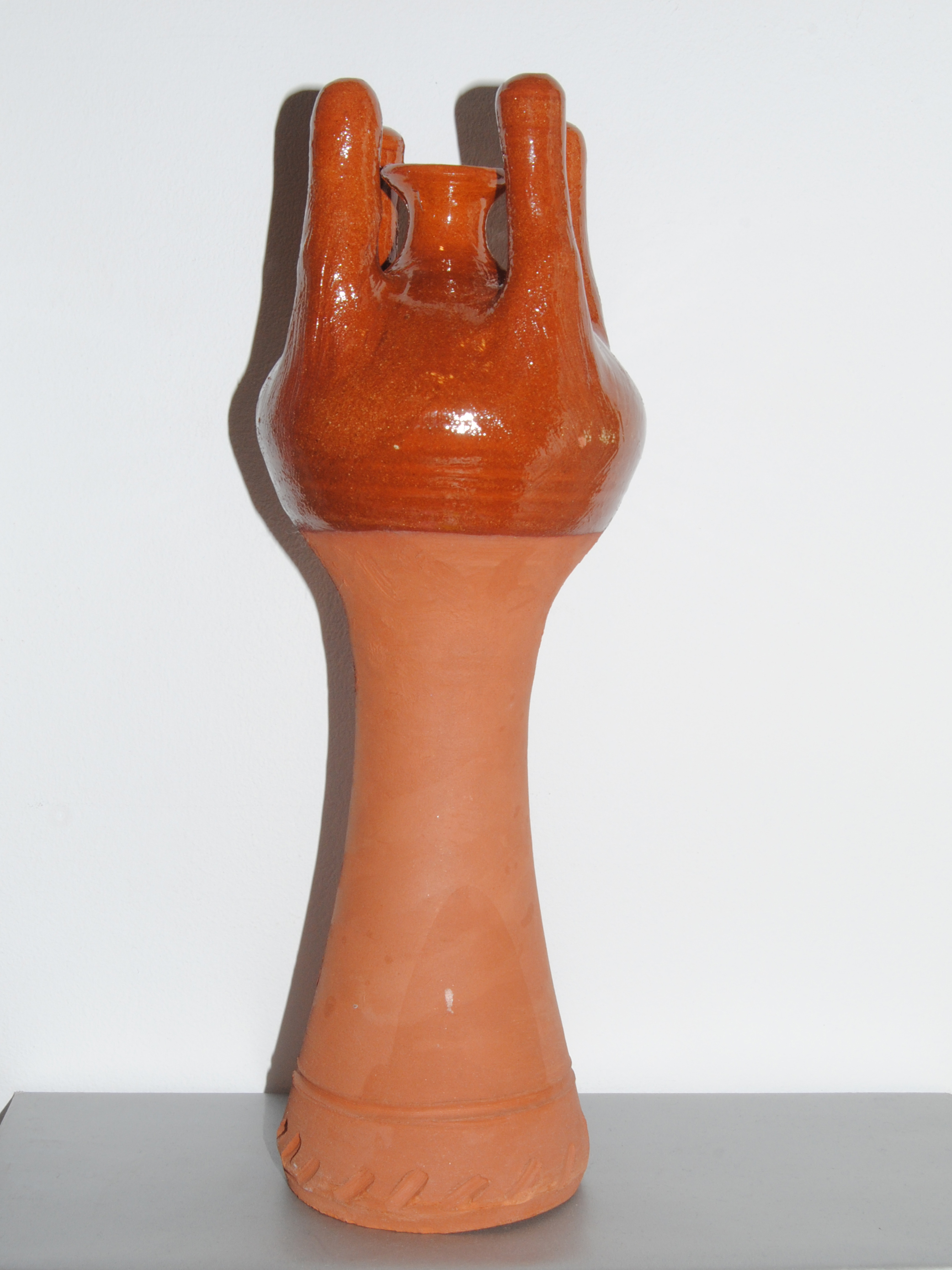
Almorratxa catalana de ceràmica

Una almorratxa o morratxa (de l'àrab al-miįrášš, íd.) és un recipient decorat fet de vidre (però també de terrissa i de vegades de metall) en forma d'ampolla de la qual surten uns petits brocs semblants als d'un setrill d'oli. Es començaren a realitzar al territori català al segle xvi però fou al segle xviii quan es feren més populars. Antigament es feia servir per posar-hi perfum. L'almorratxa és d'origen islàmic, i s'anomena de la mateixa manera en àrab.
Aquesta, juntament amb el càntir i el porró, és una de les peces autòctones de Catalunya.
Les almorratxes poden presentar decoracions amb fils de lacticini o latticinio helicoidals, amb fils de vidre suspesos de color blau i aplicacions de color blavós en forma de crestes. El dipòsit acostuma a ser de tendència globular, estrangulat a la part inferior, amb quatre brocs verticals atrompetats i tòt central. Al fons d'Art del Museu Deu del Vendrell hi ha una altmorratxa que es feia servir per escampar líquids perfumats o aigua de roses (abans coneguda com a aigua-ros) en danses i altres actes de diades assenyalades. Normalment, l'evolució del ball comportava ruixar el públic amb l'aigua-ros o l'oli de roses i, en alguns indrets, hi havia el costum de trencar l'almorratxa en enllestir el ball.

## Història
Les referències a les almorratxes es remunten al segle xiv, quan aquestes eren importades des de Damasc. Durant el segle xvi, els artesans del vidre de Barcelona i Mataró, feien regularment almorratxes, i aquestes eren venudes a tota la regió. Molts artesans reberen demanada des de Venècia (per exemple, entre les copes venecianes pertanyents a Felip II en 1564 figuren "quatre flascons d'almorratxes de mida petita").
L'almorratxa del segle xviii no és gaire diferent en lo que a la forma es refereix a la de les seves predecessores, però en canvi tenen una ampolla de coll estret i canelles més curtes, generalment es troba en una tija columnar i un peu circular. El vidre latticinio és d'ús freqüent en les almorratxes, la qual sempre està plena de cresteries pinçades i degoten bucles de vidre.

## El Ball de l'Almorratxa o Ball de Morratxes

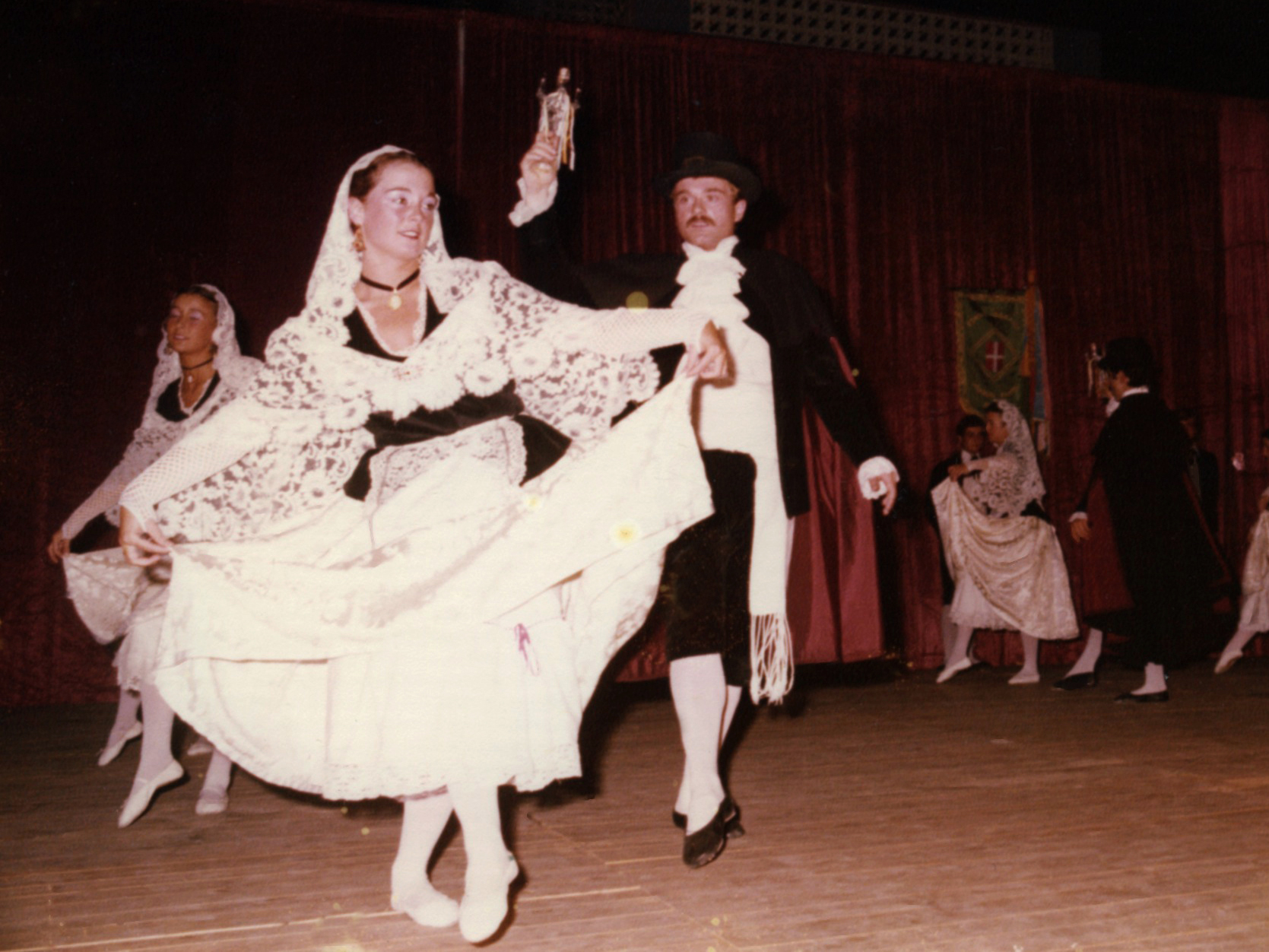
Ball de Sant Vicenç (1981), ballat per l'Esbart Dansaire Joaquim Ruyra de Blanes.

Aquest objecte constitueix l'element d'un tipus de dansa tradicional catalana que encara perdura principalment al Maresme:
- A Lloret de Mar se celebra tradicionalment el "ball de les almorratxes" o "ball de la plaça" durant la Festa de Santa Cristina el 24 de juliol.
- A Gironella es balla el ball de l'Almorratxa a la plaça del poble durant la Festa Major, cada any se celebra després de Sant Roc el 16 d'agost.
- A Sant Pol de Mar són els gegants que per Sant Pau (25 de gener) i Sant Jaume (25 de juliol) fan la "Dansa de les Almorratxes", on el gegant (Ben Hassad) mitjançant el braç articulat ofereix l'almorratxa a la geganta (Mercè) i aquesta la tira al terra tot trencant-la en mil bocins. Aquest ball és una representació de la història que s'explica sobre el Castell de Santa Florentina i les seva fama de prepotent i arrogant que feia la cort a totes les dones. Fins que la filla d'un pescador de Sant Iscle de Vallalta el va rebutjar tirant-li a terra la morratxa que el senyor li havia ofert.

El ball de l'Almorratxa, molt estès a tot Llevant, recorda ritus i cerimònies de tipus agrari per a l'obtenció de pluja. Aquest ball per tant, té la categoria de dansa cerimonial i pot molt ben ser que sigui ballat amb aquest caràcter independentment del sentit originari que pogués tindre. Tot i així, cada poble té la seva adaptació del Ball de l'Almorratxa o Ball de Morratxes, de manera que la història o llegenda del ball va variant segons a tot el territori.
Moltes de les danses tradicionals catalanes es ballen amb almorratxes.

## Presència a museus
A Catalunya es conserva un exemplar del segle xviii a la Biblioteca Museu Víctor Balaguer de Vilanova i la Geltrú.
A Gironella, a la Casa Teixidor-Bassacs, hi ha una col•lecció de 100 almorratxes.